# J-core
El término J-Core (Jコア) define a un subgénero japonés derivado del Techno Hardcore y Gabber asociado a productores y DJ japoneses que surgieron a partir de la década de 1990.
El origen del J-Core está estrechamente influenciado por la subcultura otaku, siendo de sus características principales el incorporar elementos sonoros como muestras de audio tomadas de series de Anime, videojuegos, programas de televisión y comedias, su ritmo que oscila entre 150 BPM - 250  BPM y sus portadas coloridas que incorporan elementos importantes de la subcultura otaku como la estética Kawaii.
El subgénero usualmente aparece en videojuegos populares de ritmo orientados a un público asiático como Beatmania IIDX de Konami. El J-Core forma parte esencial de la escena musical dōjin y se ha convertido en una parte importante de la industria de la música.

## Características
Fue también conocido como Nerdcore Techno (ナードコア) en Japón, el término J-Core para éste subgénero significa su evolución y revaluación musical.
A medida que el Anime y la cultura japonesa iba haciéndose popular fuera de Japón, el subgénero fue ganando audiencia extranjera, muchos artistas de Nerdcore Techno también se filtraron al extranjero, principalmente a Estados Unidos donde su notoriedad era muy importante. 
“El término J-Core se introdujo por primera vez en 2006 o incluso antes en un foro extranjero para describir a DJ SHARPNEL”, menciona DJ Technorch.
El término Nerdcore Techno se empezó a utilizar a finales de 1990 cuando el subgénero era lo suficientemente distintivo como para diferenciarlo del Techno Hardcore y las corrientes de techno occidentales.
La línea que dibuja la diferencia de etapas entre Nerdcore Techno y J-Core son los periodos, mientras que la era Nerdcore Techno se sugiere que se encuentra en los lanzamientos encontrados entre el periodo 1990 y 2000, la era J-Core es señalada a partir de mediados de los años 2000 en adelante.
J-Core utiliza elementos característicos de la cultura japonesa como obras de temática anime, incluyendo voces a una escala alta, muestras de audio de diferentes fuentes de cultura japonesa popular como Idols J-Pop o series de Anime, tomando influencias del Techno Hardcore, Gabber y Happy Hardcore, siendo éste subgénero unas de sus principales influencias rítmicas.DJ C-Type cita la frase "Hardcore Techno producido por Nerds" como un término autocrítico y burlesco, siendo ésta frase el posible significado de Nerdcore Techno.
Varios artistas representantes del mismo subgénero como DJ SHARPNEL y Leopardon, han citado como influencia temprana a Denki Groove.

## Historia
A finales de los años 90, debido al auge de la escena Gabber, Techno Hardcore y la música rave Estadounidense en occidente, emergían productores dōjin japoneses como DJ Sharpnel dueño del sello SharpnelSound, quién es citado a menudo como pionero y fundador del subgénero J-Core o Nerdcore Techno. Publicó en Project Gabbangelion un CD-R llamado High Speed Music Team Sharpnel en 1988, siendo DJ Sharpnel el primero que abriría el camino del J-Core.
Este subgénero inicialmente se producía como música dōjin, donde la gran parte de sus lanzamientos se lanzarían en eventos como Comiket o M3. No fue hasta principios la década de los 2000 donde emergían artistas de la talla de REDALiCE, Shimamura o DJ Technorch donde el subgénero empezaba a surgir, la popularidad del subgénero se disparó debido a la aparición en juegos arcade como Dance Dance Revolution o Beatmania siendo Beatmania IIDX considerado la principal fuente de introducción de muchos japoneses hacia la música J-Core.
Siendo un subgénero ya consolidado y orientado hacia el público, se venden las canciones en CD, siendo populares también los servicios P2P japoneses. A su vez siendo la capital de Tokio la principal protagonista de la escena, surgieron eventos multitudinarios y fiestas organizadas por sellos como Hardcore Tano*C, sello fundado por REDALiCE, mientras que en lugares como Osaka, Sendai y Hokkaido se organizaban eventos más minoritarios.
A partir de la década del 2010, el J-Core ya gozaba de una popularidad muy alta en Japón, habiéndose extendido rápidamente alrededor del mundo donde su espíritu ha trascendido de las fronteras siendo un subgénero reconocible y popular. En la actualidad no es un género exclusivamente japonés ya que artistas internacionales producen J-Core, como Porter Robinson quién lo integra en su proyecto Virtual Self.

## Artistas notables
- Kobaryo (HiTNEX TRAX)
- DJ Sharpnel (SHARPNELSOUND)
- m1dy (PORK)
- REDALiCE (ALiCE'S EMOTiON)
- Ryu☆
- kenta-v.ez. (boostized euphoria)
- t+pazolite (C.H.S)
- DJ-Technetium (Cis-Trance)
- M-Project (M-Project)
- DJ TECHNORCH (999 Recordings)
- 源屋 (MINAMOTRANCE)
- Dj Shoujo (DJ Shoujo)
- MaxyTune (Moonfall)
- Shingo DJ (MOB SQUAD)
- _you_
- RoughSketch
- USAO
- J-CORE SLi//CER
- DJKurara (Sadistik Noize Asylum, Radio Active Hardcore, y cocreador de KyokudoCore Records)
- かめりあ (Camellia) (Cametek)

1. 1 2 3  «AVYSS magazine » What is “ナードコア” / “J-CORE”？ジャンルの変遷、そして未来への萌芽». avyss-magazine.com. Consultado el 23 de mayo de 2023. «ナードコアが決して一定のジャンルに定義できない広汎的なムーブメントであるのに対し、J-COREは「ハードコア・テクノの一形態」としてある程度の音楽的な統一性を持っていることが大きな違いであり、ゼロ年代中期以降に生まれた「ナードコア的」な楽曲の多くはJ-COREとして捉えられるだろう（例外として、90～00年代当時のナードコアをリスペクトして意図的に作られたモノは、やはりJ-COREではなくナードコアであると言える）。».
2. ↑  «A Kick in the Kawaii: Inside the World of J-Core». daily.redbullmusicacademy.com (en inglés). Consultado el 23 de mayo de 2023. «“The term J-Core was first introduced in 2006 or even earlier on an overseas forum to describe DJ SHARPNEL,” recalls DJ Technorch.»
3. ↑  «AVYSS magazine » What is “ナードコア” / “J-CORE”？ジャンルの変遷、そして未来への萌芽». avyss-magazine.com. Consultado el 23 de mayo de 2023. «そもそもナードコア、正式名称「ナードコア・テクノ」という言葉が誕生したのは、ジャンルがある程度成熟した90年代後期にかけてのことだ。».
4. ↑  https://rateyourmusic.com/~TheScientist. «RYM Ultimate Box Set > J-Core - RYM/Sonemic». Rate Your Music (en inglés). Consultado el 23 de mayo de 2023. «J-core uses multiple elements such as high pitched vocal works, and anime themed samples that set it apart from any other form of techno».
5. ↑  https://rateyourmusic.com/~TheScientist. «RYM Ultimate Box Set > J-Core - RYM/Sonemic». Rate Your Music (en inglés). Consultado el 23 de mayo de 2023. «While the parent genre is hardcore techno, Happy Hardcore has a strong influence as well. A lot of J-core will influence the upbeat,».
6. ↑  «AVYSS magazine » What is “ナードコア” / “J-CORE”？ジャンルの変遷、そして未来への萌芽». avyss-magazine.com. Consultado el 23 de mayo de 2023. «提唱者は同人音楽サークル「殺人ヨットスクール」を主宰するDJ C-TYPE氏であり、「Nerdが制作したHardcore Techno」を総括するフレーズを単なる冗談として放ったことが発端とされる。諸説あるものの、そんなジョークを明確にジャンルとして広めたのは、やはり1999年2月に刊行された「クイック・ジャパン vol.23」（太田出版）掲載の特集「ナードコア・テクノの夜明け」だろう。».
7. ↑  «AVYSS magazine » What is “ナードコア” / “J-CORE”？ジャンルの変遷、そして未来への萌芽». avyss-magazine.com. Consultado el 23 de mayo de 2023. «では、既にシーンが定まりつつあったナードコアが「夜明け」を迎える前まで遡ると、その根底には何の影響があったのだろうか。同ジャンルの代表的存在であるDJ SHARPNEL（SHARPNELSOUND）、レオパルドンなど複数名のアーティストがリファレンスとして挙げているのは「電気グルーヴ」の存在だ。».
8. ↑  «What is the music genre "J-CORE" born from Japanese animation?». GIGAZINE (en inglés). 21 de enero de 2015. Consultado el 23 de mayo de 2023.
9. ↑  «A Kick in the Kawaii: Inside the World of J-Core». daily.redbullmusicacademy.com (en inglés). Consultado el 23 de mayo de 2023. «Jea of DJ SHARPNEL was perhaps the first to create the template (if any) for J-core. In 1998, he issued the first release on his Sharpnelsound label, a CD-R called High Speed Music Team by Sharpnel vs. Project Gabbangelion, the name and music a reference to the popular apocalyptic anime TV show Neon Genesis Evangelion.»
10. ↑  «Género J-Core». ITSUMO JAPONES. 30 de noviembre de 2020. Consultado el 24 de mayo de 2023. «la escena no oficial sigue fuerte y lanza cientos de nuevos álbumes creados por fans al año en eventos como Comiket o M3».
11. 1 2 3  «A Kick in the Kawaii: Inside the World of J-Core». daily.redbullmusicacademy.com (en inglés). Consultado el 23 de mayo de 2023. «The blueprint of the sound was created in Japan in the late ’90s, as producers like Technorch, M1dy, DJ Chucky, Shimamura, REDALiCE, and t+pazolite».
12. ↑  «A Kick in the Kawaii: Inside the World of J-Core». daily.redbullmusicacademy.com (en inglés). Consultado el 23 de mayo de 2023. «For many, Konami’s Beatmania IIDX was their first introduction to hardcore. Beatmania, which is loosely based on DJing with a controller, is part of the brand’s music-based Bemani line, which includes other “rhythm games” like Dance Dance Revolution and Guitar Freaks; its soundtrack is what Technorch calls “club music that is not like club music.”».
13. ↑  «A Kick in the Kawaii: Inside the World of J-Core». daily.redbullmusicacademy.com (en inglés). Consultado el 23 de mayo de 2023. «Tokyo is the center of the Japanese hardcore scene, with smaller events in Osaka, Sendai, and Hokkaido. The attendance at Extreme Hard was about 200 people.»
14. ↑  https://facebook.com/nexusradiodance (31 de enero de 2018). «Porter Robinson’s Email On The State Of Dance Leaked | Nexus Radio» (en inglés estadounidense). Consultado el 24 de mayo de 2023.

- Datos: Q3098078